# La Loggia
La Loggia – miejscowość i gmina we Włoszech, w regionie Piemont, w prowincji Turyn.
Według danych na rok 2004 gminę zamieszkiwało 6485 osób, 540,4 os./km².